# Emmeline ou l'Orpheline du château
Emmeline ou l'Orpheline du château (Emmeline, The Orphan of the Castle) est un roman gothique de Charlotte Turner Smith publié par l'éditeur Thomas Cadell en avril 1788 en Angleterre et traduit en français la même année par le libraire Daniel-Michel Le Tellier au Palais-Royal à Paris.